# 云南高原鳅
云南高原鳅（学名：Triplophysa yunnanensis）为輻鰭魚綱鲤形目鳅科高原鳅属的鱼类。在中国，分布于雲南省南盘江上游等。该物种的模式产地在宜乡九乡。体长可达6.3公分。
其种加词 yunnanensis 意为“云南的”。